# 1995-ös Tour de France
Az 1995-ös Tour de France volt a Tour de France 82. versenye, melyet július 1. és július 23. között rendeztek meg. Az összetettben a spanyol Miguel Indurain végzett az élen, ez volt az ötödik, egyben utolsó győzelme. A 15. szakaszon történt egy haláleset, az olasz Fabio Casartelli egy baleset következtében vesztette életét.

## Eredmények

### Összetett
| #  | Versenyző               | Csapat           | Idő         |
| -- | ----------------------- | ---------------- | ----------- |
| 1  | Miguel Indurain (ESP)   | Banesto          | 92h 44' 59" |
| 2  | Alex Zülle (SUI)        | ONCE             | 4' 35"      |
| 3  | Bjarne Riis (DEN)       | Gewiss-Ballan    | 6' 47"      |
| 4  | Laurent Jalabert (FRA)  | ONCE             | 8' 24"      |
| 5  | Ivan Gotti (ITA)        | Gewiss-Ballan    | 11' 33"     |
| 6  | Melchor Mauri (ESP)     | ONCE             | 15' 20"     |
| 7  | Fernando Escartín (ESP) | Mapei-GB-Latexco | 15' 49"     |
| 8  | Tony Rominger (SUI)     | Mapei-GB-Latexco | 16' 46"     |
| 9  | Richard Virenque (FRA)  | Festina          | 17' 31"     |
| 10 | Hernan Buenahora (COL)  | Kelme            | 18' 50"     |

## Szakaszok
| Szakasz | Időpont    | Végpontok                        | Hossz (km) | Szakaszgyőztes                 | Összetett első         |
| ------- | ---------- | -------------------------------- | ---------- | ------------------------------ | ---------------------- |
| Prolog  | július 1.  | Saint-Brieuc                     | 7,3 *      | Jacky Durand (FRA)             | Jacky Durand (FRA)     |
| 1       | július 2.  | Dinan–Lannion                    | 233,5      | Fabio Baldato (ITA)            | Jacky Durand (FRA)     |
| 2       | július 3.  | Perros-Guirec–Vitré              | 235,5      | Mario Cipollini (ITA)          | Laurent Jalabert (FRA) |
| 3       | július 4.  | Mayenne–Alençon                  | 67 **      | Gewiss-Ballan                  | Laurent Jalabert (FRA) |
| 4       | július 5.  | Alençon–Le Havre                 | 162        | Mario Cipollini (ITA)          | Ivan Gotti (ITA)       |
| 5       | július 6.  | Fecamp–Dunkerque                 | 261        | Jeroen Blijlevens (NED)        | Ivan Gotti (ITA)       |
| 6       | július 7.  | Dunkerque–Charleroi              | 202        | Erik Zabel (GER)               | Bjarne Riis (DEN)      |
| 7       | július 8.  | Charleroi–Liège                  | 203        | Johan Bruyneel (BEL)           | Johan Bruyneel (BEL)   |
| 8       | július 9.  | Huy–Seraing                      | 54 *       | Miguel Indurain (ESP)          | Miguel Indurain (ESP)  |
| 9       | július 11. | Le Grand-Bornand–La Plagne       | 160        | Alex Zülle (SUI)               | Miguel Indurain (ESP)  |
| 10      | július 12. | Aime–L'Alpe d’Huez               | 162,5      | Marco Pantani (ITA)            | Miguel Indurain (ESP)  |
| 11      | július 13. | Le Bourg-d'Oisans–Saint-Étienne  | 199        | Maximilian Sciandri (GBR)      | Miguel Indurain (ESP)  |
| 12      | július 14. | Saint-Étienne–Mende              | 222,5      | Laurent Jalabert (FRA)         | Miguel Indurain (ESP)  |
| 13      | július 15. | Mende–Revel                      | 245        | Sergueï Outschakov (UKR)       | Miguel Indurain (ESP)  |
| 14      | július 16. | Saint-Orens–Guzet-neige          | 164        | Marco Pantani (ITA)            | Miguel Indurain (ESP)  |
| 15      | július 18. | Saint-Girons–Cauterets           | 206        | Richard Virenque (FRA)         | Miguel Indurain (ESP)  |
| 16      | július 19. | Tarbes–Pau                       | 149        | ---                            | Miguel Indurain (ESP)  |
| 17      | július 20. | Pau–Bordeaux                     | 246        | Erik Zabel (GER)               | Miguel Indurain (ESP)  |
| 18      | július 21. | Montpon-Ménestérol–Limoges       | 166,5      | Lance Armstrong (USA)          | Miguel Indurain (ESP)  |
| 19      | július 22. | Lac de Vassivière                | 46,5 **    | Miguel Indurain (ESP)          | Miguel Indurain (ESP)  |
| 20      | július 23. | Sainte-Geneviève-des-Bois–Párizs | 155        | Djamolidine Abdoujaparov (UZB) | Miguel Indurain (ESP)  |

## Az egyes trikók tulajdonosai
| Szakasz     | Győztes                  | Összetett Maillot jaune | Hegyiverseny Maillot à pois rouges | Sprintverseny Maillot vert | Legjobb fiatal versenyző Maillot blanc | Csapatversenyző | Legagresszívabb versenyző Prix de combativité |
| ----------- | ------------------------ | ----------------------- | ---------------------------------- | -------------------------- | -------------------------------------- | --------------- | --------------------------------------------- |
| P           | Jacky Durand             | Jacky Durand            | Arsenio Gonzalez                   | Jacky Durand               | Gabriele Colombo                       | Castorama       |                                               |
| 1           | Fabio Baldato            | Jacky Durand            | François Simon                     | Fabio Baldato              | Gabriele Colombo                       | Castorama       |                                               |
| 2           | Mario Cipollini          | Laurent Jalabert        | François Simon                     | Djamolidine Abdoujaparov   | Dirk Baldinger                         | Castorama       |                                               |
| 3           | Gewiss-Ballan            | Laurent Jalabert        | François Simon                     | Djamolidine Abdoujaparov   | Gabriele Colombo                       | Gewiss-Ballan   |                                               |
| 4           | Mario Cipollini          | Ivan Gotti              | François Simon                     | Mario Cipollini            | Evgeni Berzin                          | Gewiss-Ballan   |                                               |
| 5           | Jeroen Blijlevens        | Ivan Gotti              | Dmitri Konisjev                    | Mario Cipollini            | Evgeni Berzin                          | Gewiss-Ballan   |                                               |
| 6           | Erik Zabel               | Bjarne Riis             | Dmitri Konisjev                    | Djamolidine Abdoujaparov   | Evgeni Berzin                          | Gewiss-Ballan   |                                               |
| 7           | Johan Bruyneel           | Johan Bruyneel          | Richard Virenque                   | Laurent Jalabert           | Evgeni Berzin                          | Gewiss-Ballan   |                                               |
| 8           | Miguel Indurain          | Miguel Indurain         | Richard Virenque                   | Laurent Jalabert           | Evgeni Berzin                          | Gewiss-Ballan   |                                               |
| 9           | Alex Zülle               | Miguel Indurain         | Richard Virenque                   | Laurent Jalabert           | Marco Pantani                          | ONCE            |                                               |
| 10          | Marco Pantani            | Miguel Indurain         | Richard Virenque                   | Laurent Jalabert           | Marco Pantani                          | ONCE            |                                               |
| 11          | Max Sciandri             | Miguel Indurain         | Richard Virenque                   | Laurent Jalabert           | Marco Pantani                          | ONCE            |                                               |
| 12          | Laurent Jalabert         | Miguel Indurain         | Richard Virenque                   | Laurent Jalabert           | Marco Pantani                          | ONCE            |                                               |
| 13          | Serguei Outschakov       | Miguel Indurain         | Richard Virenque                   | Laurent Jalabert           | Marco Pantani                          | ONCE            |                                               |
| 14          | Marco Pantani            | Miguel Indurain         | Richard Virenque                   | Laurent Jalabert           | Marco Pantani                          | ONCE            |                                               |
| 15          | Richard Virenque         | Miguel Indurain         | Richard Virenque                   | Laurent Jalabert           | Marco Pantani                          | ONCE            |                                               |
| 16          | –                        | Miguel Indurain         | Richard Virenque                   | Laurent Jalabert           | Marco Pantani                          | ONCE            |                                               |
| 17          | Erik Zabel               | Miguel Indurain         | Richard Virenque                   | Laurent Jalabert           | Marco Pantani                          | ONCE            |                                               |
| 18          | Lance Armstrong          | Miguel Indurain         | Richard Virenque                   | Laurent Jalabert           | Marco Pantani                          | ONCE            |                                               |
| 19          | Miguel Indurain          | Miguel Indurain         | Richard Virenque                   | Laurent Jalabert           | Marco Pantani                          | ONCE            |                                               |
| 20          | Djamolidine Abdoujaparov | Miguel Indurain         | Richard Virenque                   | Laurent Jalabert           | Marco Pantani                          | ONCE            |                                               |
| Végeredmény |                          | Miguel Indurain         | Richard Virenque                   | Laurent Jalabert           | Marco Pantani                          | ONCE            | Hernán Buenahora                              |

Megjegyzések
- Az első szakaszon Thierry Laurent viselte a zöld trikót.
- A 16. szakaszt törölték, miután az olasz Fabio Casartelli életét vesztette. Csapata Casartelli emlékére megtette a szakaszt, és együtt értek célba az első helyen.